# Carlos Luis Paz
Carlos José Luis Paz y Calvento (1837 - 1874) fue un militar argentino.
Hijo del coronel Carlos Paz, que había combatido en la Guerra del Brasil y luego se había exiliado en la tiranía de Rosas, y de Nemecia Calvento, fue bautizado en la Parroquia de Nuestra Señora de la Merced de su ciudad natal, Buenos Aires, el 23 de septiembre de 1837. Estudió jurisprudencia y escribía novelas y versos. En 1857 publicó ¡Santa y mártir de veinte años! Tradujo a Víctor Hugo y adaptó su obra Los Miserables al teatro. En 1873 escribió el libro Las tres candidaturas.
Si bien era desfavorable a Sarmiento, combatió a las montoneras en el interior y al producirse la revolución de 1874, combatió en el bando nacional, siendo herido mortalmente por doce disparos en la segunda batalla de Santa Rosa, el 7 de diciembre de ese año.